# القوات المسلحة للجمهورية الإسلامية الإيرانية
القوات المسلحة الإيرانية ورسميًا القوات المسلحة للجمهورية الإسلامية الإيرانية (بالفارسية: نیروهاى مسلح جمهوری اسلامی ایران) هي القوات النظامية للجمهورية الإسلامية الإيرانية، تتألف من الجيش (ارتش) والحرس الثوري (سپاه) وقوة إنفاذ القانون (ناجا).
تعتبر القوات المسلحة الإيرانية من الناحية العددية للقوات النشطة الأكبر في الشرق الأوسط. يبلغ مجموع هذه القوات حوالي 610.000 فرد نشط (ولا يشمل هذا العدد قوات إنفاذ القانون أو الباسيج) بالإضافة إلى 350.000 جندي احتياطي مدرب يمكن حشدهم عند الحاجة. وهذا يجعل إجمالي عدد الأفراد العسكريين الذين يمكن لإيران حشدهم 960.000 جندي. (أو 2.010.000 جندي وفق مصادر أخرى)
تتألف معظم الأسلحة المستوردة لإيران من أنظمة أمريكية اشترتها قبل الثورة الإسلامية في 1979، بجانب استيرادات محدودة من الاتحاد السوفيتي في التسعينيات بعد الحرب الإيرانية العراقية. ومع ذلك، فقد أطلقت البلاد منذ ذلك الحين برنامجًا قويًا لإعادة التسلح محليًا، وأخذ مخزونها المحلي في تزايد. وفقًا للمسؤولين الإيرانيين، تُصنّع معظم المعدات العسكرية للبلاد محليًا، وأصبحت الدولة بالفعل مُصدِّرة للأسلحة بحلول العقد الأول من القرن الحادي والعشرين. نظرًا لعدم قدرتها على استيراد أنظمة الأسلحة من الخارج بسبب العقوبات الدولية والأمريكية، ومعاناة أسطول القوات الجوية المتقادم على نحو متزايد، استثمرت إيران أموالًا كبيرة في برنامج طموح للصواريخ الباليستية والصواريخ الجوالة من أجل القدرة على الضربات بعيدة المدى، وصنعت أنواع مختلفة من الأسلحة والذخائر، بما في ذلك دبابات وعربات مدرعة وطائرات بدون طيار، بالإضافة إلى قطع بحرية وأنظمة دفاع جوي مختلفة.
يُعد برنامج الصواريخ الباليستية والفضاء الإيراني ملفًا سياسيًا شائكًًا دوليًا، حيث ترفض إيران باستمرار التفاوض بشأنه. صرحت السلطات الإيرانية أن برنامج إيران الصاروخي ليس مصممًا لحمل رؤوس نووية، لكنه مُستخدم فقط لتوجيه ضربات مركزية، وبالتالي فليس له صلة بأي مفاوضات حول برنامج إيران النووي مع مجموعة 5+1.
تخضع جميع أفرع القوات المسلحة لقيادة هيئة الأركان العامة للقوات المسلحة الإيرانية. أما وزارة الدفاع وإسناد القوات المسلحة فهي مسؤولة عن التخطيط اللوجستي وتمويل القوات المسلحة ولا تشارك في قيادة العمليات العسكرية الميدانية. والقائد العام للقوات المسلحة هو المرشد الأعلى.
في 2015، وصف الجنرال الأمريكي المتقاعد والقائد السابق للقيادة المركزية الأمريكية جون أبي زيد الجيش الإيراني بأنه «أقوى قوة عسكرية في الشرق الأوسط».

## الهيكل التنظيمي
- مكتب المرشد الأعلى لإيران
  -   هيئة الأركان العامة للقوات المسلحة الإيرانية
    -  فيلق حرس الثورة الإسلامية
      - القوة البرية
      - قوات التعبئة العامة (البسيج)
      - فيلق القدس
      - القوة الجوفضائية
      -  القوة البحرية

    -  جيش الجمهورية الإسلامية الإيرانية
      - القوة البرية
      - مقر خاتم الأنبياء للدفاع الجوي
      - القوات الجوية
      -  القوة البحرية

    -   قوة إنفاذ القانون

## للمزيد من القراءة
- IISS (2020). The Military Balance 2020. Routledge. ISBN:978-0367466398.
- (بالفرنسية) Alain Rodier, "The Iranian Menace" (PDF). مؤرشف من الأصل (PDF) في 2022-05-20., French Centre for Research on Intelligence, January 2007 - Order of Battle, strategy, asymmetric warfare, intelligence services, state terrorism. Includes detailed order of battle for both regular army and Revolutionary Guard
- Anthony H. Cordesman, Iran's Military Forces in Transition: Conventional Threats and Weapons of Mass Destruction, مركز الدراسات الاستراتيجية والدولية, (ردمك 0-275-96529-5)
- 'Iranian exercise reveals flaws in air defences,' Jane's Defence Weekly, 9 December 2009
- Kaveh Farrokh, Iran at War: 1500–1988, Osprey Hardcover, released May 24, 2011; (ردمك 978-1-84603-491-6).